# A Billboard Hot 100 listavezetői 2019-ben

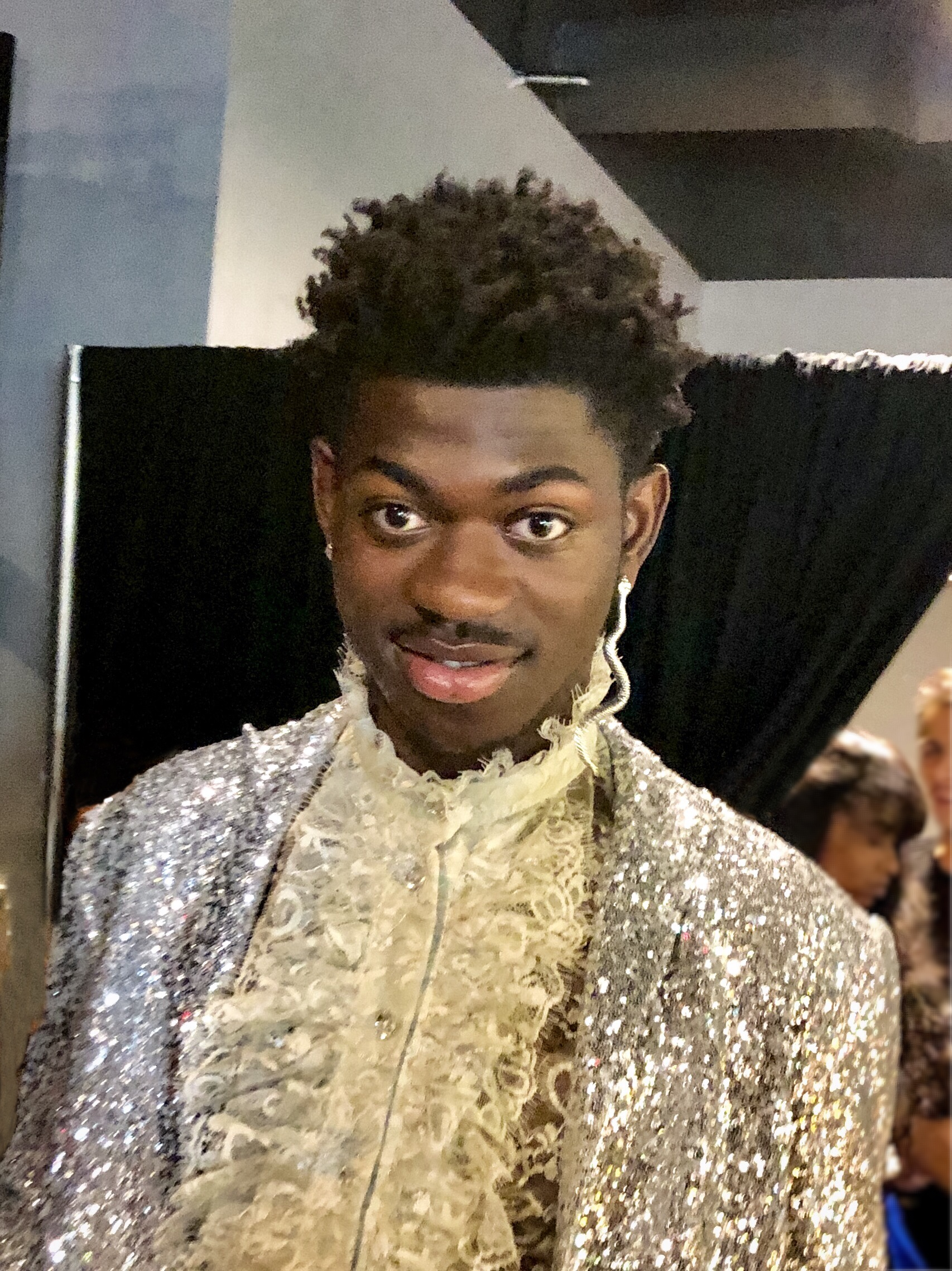
Lil Nas X (a képen) Billy Ray Cyrus-szal közös Old Town Road című kislemeze tizenkilenc egymást követő héten keresztül szerepelt a Billboard Hot 100 első helyén, ezzel a lista történetében ez lett a leghosszabb ideig vezető dal. Később az év legjobban teljesítő kislemeze lett.

A Billboard Hot 100 lista rangsorolja az Amerikában legjobban teljesítő kislemezeket. A streaming adatok, a digitális és fizikális eladások, illetve a rádiós teljesítmény alapján készült listát a Billboard magazin teszi közzé hetente.

## Lista

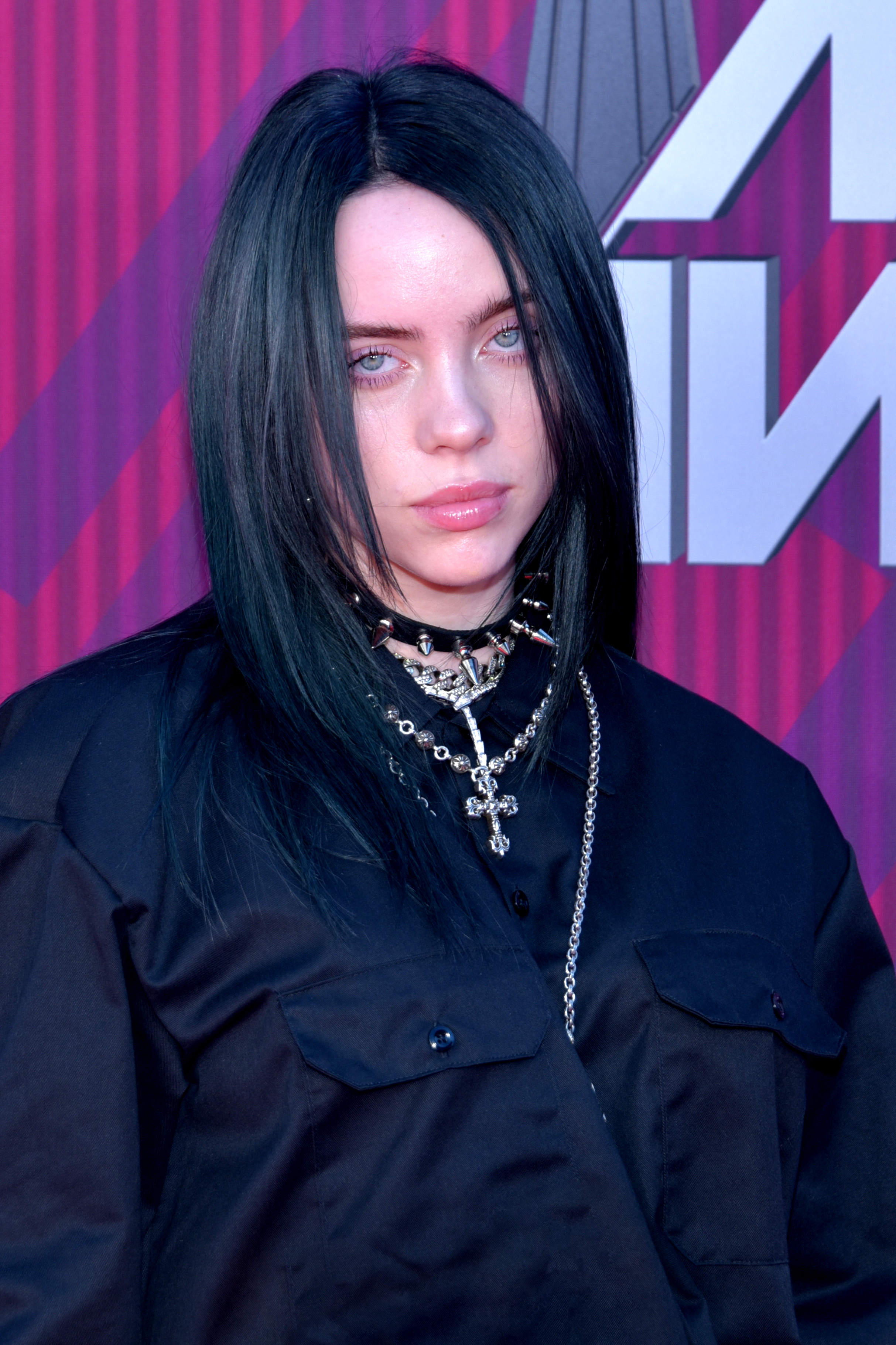
Billie Eilish (a képen) lett az első 21. században született előadó, aki szerepelt a lista élén, valamint a legfiatalabb Lorde óta, aki 2013-ban szerepelt az első helyen.

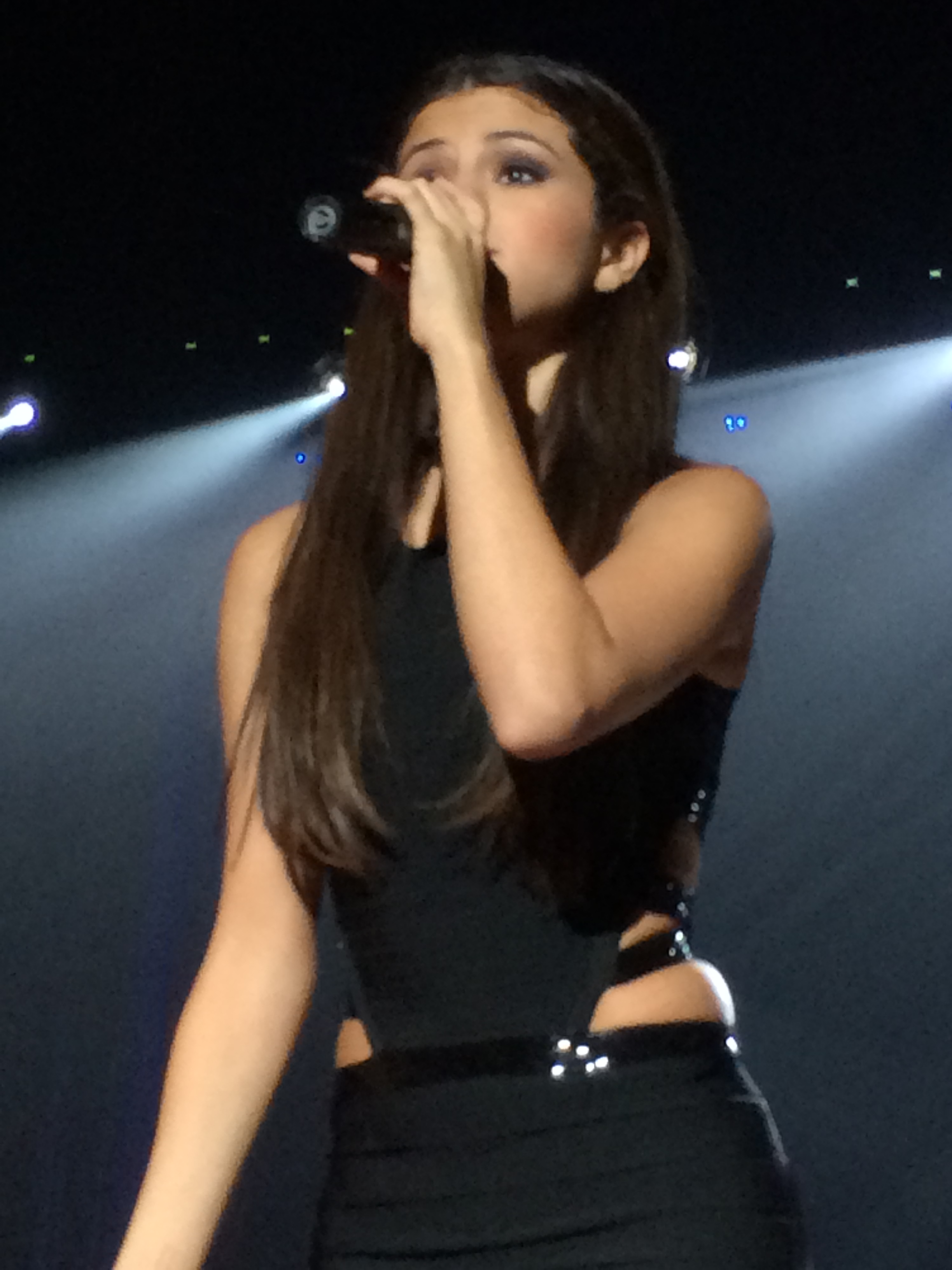
Selena Gomez (a képen) Lose You to Love Me című dala lett az énekesnő első élen szereplő dala, a 15. helyről az első helyre ugorva a november 9-ei lista szerint.

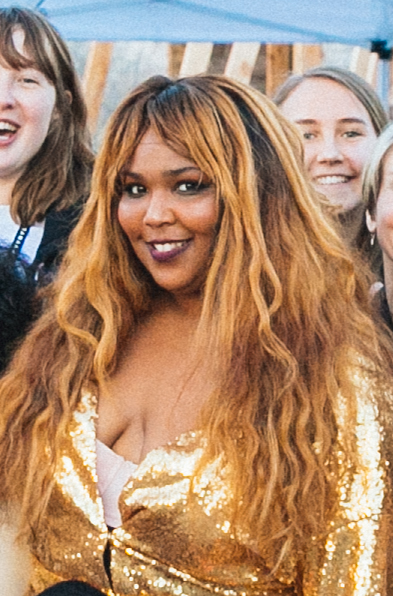
Annak ellenére, hogy 2017-ben jelent meg, Lizzo (a képen) Truth Hurts című dala lett az énekesnő első élen szereplő dala, és az első szereplése magán a listán is. Hét hétig tartó vezetésével utolérte Iggy Azalea addigi rekordtartó Fancy című számát, mint a leghosszabb ideig az élen lévő dalt egy női rappertől.

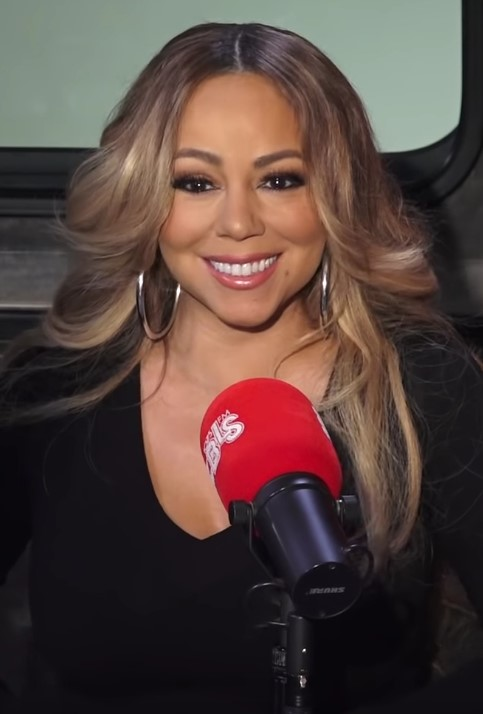
Mariah Carey (a képen) All I Want for Christmas Is You című dala 25 évvel a megjelenése után először elérte a lista élét, így ez lett Carey 19. első helyezett kislemeze, ezzel saját rekordját döntötte meg, mint a legtöbb első helyezett dallal rendelkező szólóelőadó. Szintén ez lett az első élen szereplő karácsonyi dal a The Chipmunks 1958-as The Chipmunk Song dala óta.

| Best performing single of 2019 | A legjobban teljesítő kislemezt jelzi 2019-ben |

| Ssz. | Kiadás dátuma  | Dal                             | Előadó(k)                                   | Ref.   |
| ---- | -------------- | ------------------------------- | ------------------------------------------- | ------ |
| re   | Január 5.      | Thank U, Next                   | Ariana Grande                               | [ 2 ]  |
| 1081 | Január 12.     | Without Me                      | Halsey                                      | [ 3 ]  |
| 1082 | Január 19.     | Sunflower                       | Post Malone és Swae Lee                     | [ 4 ]  |
| re   | Január 26.     | Without Me                      | Halsey                                      | [ 5 ]  |
| 1083 | Február 2.     | 7 Rings                         | Ariana Grande                               | [ 6 ]  |
| 1083 | Február 9.     | 7 Rings                         | Ariana Grande                               | [ 7 ]  |
| 1083 | Február 16.    | 7 Rings                         | Ariana Grande                               | [ 8 ]  |
| 1083 | Február 23.    | 7 Rings                         | Ariana Grande                               | [ 9 ]  |
| 1083 | Március 2.     | 7 Rings                         | Ariana Grande                               | [ 10 ] |
| 1084 | Március 9.     | Shallow                         | Lady Gaga és Bradley Cooper                 | [ 11 ] |
| 1085 | Március 16.    | Sucker                          | Jonas Brothers                              | [ 12 ] |
| re   | Március 23.    | 7 Rings                         | Ariana Grande                               | [ 13 ] |
| re   | Március 30.    | 7 Rings                         | Ariana Grande                               | [ 14 ] |
| re   | Április 6.     | 7 Rings                         | Ariana Grande                               | [ 15 ] |
| 1086 | Április 13.    | Old Town Road                   | Lil Nas X                                   | [ 16 ] |
| 1086 | Április 20.    | Old Town Road                   | Lil Nas X, Billy Ray Cyrus közreműködésével | [ 17 ] |
| 1086 | Április 27.    | Old Town Road                   | Lil Nas X, Billy Ray Cyrus közreműködésével | [ 18 ] |
| 1086 | Május 4.       | Old Town Road                   | Lil Nas X, Billy Ray Cyrus közreműködésével | [ 19 ] |
| 1086 | Május 11.      | Old Town Road                   | Lil Nas X, Billy Ray Cyrus közreműködésével | [ 20 ] |
| 1086 | Május 18.      | Old Town Road                   | Lil Nas X, Billy Ray Cyrus közreműködésével | [ 21 ] |
| 1086 | Május 25.      | Old Town Road                   | Lil Nas X, Billy Ray Cyrus közreműködésével | [ 22 ] |
| 1086 | Június 1.      | Old Town Road                   | Lil Nas X, Billy Ray Cyrus közreműködésével | [ 23 ] |
| 1086 | Június 8.      | Old Town Road                   | Lil Nas X, Billy Ray Cyrus közreműködésével | [ 24 ] |
| 1086 | Június 15.     | Old Town Road                   | Lil Nas X, Billy Ray Cyrus közreműködésével | [ 25 ] |
| 1086 | Június 22.     | Old Town Road                   | Lil Nas X, Billy Ray Cyrus közreműködésével | [ 26 ] |
| 1086 | Június 29.     | Old Town Road                   | Lil Nas X, Billy Ray Cyrus közreműködésével | [ 27 ] |
| 1086 | Július 6.      | Old Town Road                   | Lil Nas X, Billy Ray Cyrus közreműködésével | [ 28 ] |
| 1086 | Július 13.     | Old Town Road                   | Lil Nas X, Billy Ray Cyrus közreműködésével | [ 29 ] |
| 1086 | Július 20.     | Old Town Road                   | Lil Nas X, Billy Ray Cyrus közreműködésével | [ 30 ] |
| 1086 | Július 27.     | Old Town Road                   | Lil Nas X, Billy Ray Cyrus közreműködésével | [ 31 ] |
| 1086 | Augusztus 3.   | Old Town Road                   | Lil Nas X, Billy Ray Cyrus közreműködésével | [ 32 ] |
| 1086 | Augusztus 10.  | Old Town Road                   | Lil Nas X, Billy Ray Cyrus közreműködésével | [ 33 ] |
| 1086 | Augusztus 17.  | Old Town Road                   | Lil Nas X, Billy Ray Cyrus közreműködésével | [ 34 ] |
| 1087 | Augusztus 24.  | Bad Guy                         | Billie Eilish                               | [ 35 ] |
| 1088 | Augusztus 31.  | Señorita                        | Shawn Mendes és Camila Cabello              | [ 36 ] |
| 1089 | Szeptember 7.  | Truth Hurts                     | Lizzo                                       | [ 37 ] |
| 1089 | Szeptember 14. | Truth Hurts                     | Lizzo                                       | [ 38 ] |
| 1089 | Szeptember 21. | Truth Hurts                     | Lizzo                                       | [ 39 ] |
| 1089 | Szeptember 28. | Truth Hurts                     | Lizzo                                       | [ 40 ] |
| 1089 | Október 5.     | Truth Hurts                     | Lizzo                                       | [ 41 ] |
| 1089 | Október 12.    | Truth Hurts                     | Lizzo                                       | [ 42 ] |
| 1090 | Október 19.    | Highest in the Room             | Travis Scott                                | [ 43 ] |
| re   | Október 26.    | Truth Hurts                     | Lizzo                                       | [ 44 ] |
| 1091 | November 2.    | Someone You Loved               | Lewis Capaldi                               | [ 45 ] |
| 1092 | November 9.    | Lose You to Love Me             | Selena Gomez                                | [ 46 ] |
| re   | November 16.   | Someone You Loved               | Lewis Capaldi                               | [ 47 ] |
| re   | November 23.   | Someone You Loved               | Lewis Capaldi                               | [ 48 ] |
| 1093 | November 30.   | Circles                         | Post Malone                                 | [ 49 ] |
| 1093 | December 7.    | Circles                         | Post Malone                                 | [ 50 ] |
| 1094 | December 14.   | Heartless                       | The Weeknd                                  | [ 51 ] |
| 1095 | December 21.   | All I Want for Christmas Is You | Mariah Carey                                | [ 52 ] |
| 1095 | December 28.   | All I Want for Christmas Is You | Mariah Carey                                | [ 53 ] |